# Liste der Baudenkmäler in Westheim (Landkreis Weißenburg-Gunzenhausen)
Auf dieser Seite sind die Baudenkmäler in der mittelfränkischen Gemeinde Westheim zusammengestellt. Diese Tabelle ist eine Teilliste der Liste der Baudenkmäler in Bayern. Grundlage ist die Bayerische Denkmalliste, die auf Basis des Bayerischen Denkmalschutzgesetzes vom 1. Oktober 1973 erstmals erstellt wurde und seither durch das Bayerische Landesamt für Denkmalpflege geführt wird. Die folgenden Angaben ersetzen nicht die rechtsverbindliche Auskunft der Denkmalschutzbehörde.

## Baudenkmäler nach Gemeindeteilen

### Westheim
| Lage                               | Objekt                                                 | Beschreibung | Akten-Nr.     | Bild           |
| ---------------------------------- | ------------------------------------------------------ | --- | ------------- | -------------- |
| Auhausener Straße 2 (Standort)     | Ehemaliges Kleinbauernhaus                             | Eingeschossiger traufständiger Satteldachbau, 1877 | D-5-77-179-34 | BW             |
| Dorfplatz 3 (Standort)             | Ehemaliger Brauereigasthof                             | Zweigeschossiger Satteldachbau, sieben Fensterachsen, im Kern spätes 18. Jahrhundert, Umbauten um Mitte 19. Jahrhundert                                                      | D-5-77-179-2  | BW             |
| Hauptstraße (Standort)             | Evangelisch-lutherische Pfarrkirche St Pankratius      | Markgrafenkirche, Saalkirche, Turm 15. Jahrhundert, Langhaus ab 1680 erneuert, Verlängerung 1798, Turm 1823–26 erneuert, mit Spitzhelm; mit Ausstattung                      | D-5-77-179-1  | weitere Bilder |
| Hauptstraße 22 (Standort)          | Ehemaliges Gast- und Bauernhaus                        | Zweigeschossiger giebelständiger Satteldachbau, rustiziertes Sockelgeschoss, Ecklisenen und Schmuckfriese, 1895                                                              | D-5-77-179-3  | BW             |
| Hohentrüdinger Straße 1 (Standort) | Bauernhaus                                             | Eingeschossiger Satteldachbau in Ecklage, mit Schweifgiebel, 1817 Anschließende Scheune, massiver Bau mit Steildach, wohl zweite Hälfte 19. Jahrhundert                      | D-5-77-179-11 | BW             |
| Oberdorfstraße 1 (Standort)        | Ehemaliges Wohnstallhaus eines Bauernhofes             | Eingeschossiges Gebäude mit Steildach, in Ecklage, frühes 19. Jahrhundert, neu gestaltet Anfang 20. Jahrhundert                                                              | D-5-77-179-35 | BW             |
| Oberdorfstraße 1 (Standort)        | Nebengebäude                                           | Eingeschossiger Satteldachbau, 19. Jahrhundert | D-5-77-179-35 | BW             |
| Oberdorfstraße 5 (Standort)        | Bauernhaus                                             | Eingeschossiger giebelständiger Satteldachbau, 1808 | D-5-77-179-4  | BW             |
| Oberdorfstraße 9 (Standort)        | Dreiseithof, Bauernhaus                                | Zweigeschossiger Satteldachbau, zweite Hälfte 19. Jahrhundert | D-5-77-179-5  | BW             |
| Oberdorfstraße 9 (Standort)        | Dreiseithof, Scheune und nachträglich angebautem Stall | Massiver eingeschossiger Satteldachbau, wohl gleichzeitig, mit zweigeschossigem Erweiterungsbau, teilweise Ziegelstein, um 1900                                              | D-5-77-179-5  | BW             |
| Oberdorfstraße 9 (Standort)        | Dreiseithof, Austragshaus                              | Eingeschossiger Satteldachbau, zweite Hälfte 19. Jahrhundert | D-5-77-179-5  | BW             |
| Schmiedgasse 4 (Standort)          | Ehemalige Scheune                                      | Zweigeschossiger giebelständiger Satteldachbau, mit fachwerksichtigem Obergeschoss und Giebel, frühes 19. Jahrhundert                                                        | D-5-77-179-8  | BW             |
| Schmiedgasse 21 (Standort)         | Wohnhaus                                               | Eingeschossiger traufständiger Satteldachbau, 1820 | D-5-77-179-10 | BW             |
| Dornbusch, Heckpoint (Standort)    | Grenzsteine                                            | auf der neuen Landesgrenze zwischen dem Königlich Preußischen Fürstentum Ansbach und dem Fürstentum Oettingen-Spielberg, um 1796 (teilweise im Gebiet der Gemeinde Auhausen) | D-7-79-117-14 | BW             |

### Hüssingen
| Lage                    | Objekt                                                         | Beschreibung | Akten-Nr.     | Bild           |
| ----------------------- | -------------------------------------------------------------- | --- | ------------- | -------------- |
| Hüssingen 13 (Standort) | Gasthaus                                                       | Zweigeschossiger giebelständiger Satteldachbau, im Kern wohl 18. Jahrhundert, bezeichnet „1844“                                                       | D-5-77-179-17 | BW             |
| Hüssingen 15 (Standort) | Bauernhaus                                                     | Zweigeschossiger giebelständiger Satteldachbau mit Eckrustizierungen, 1924                                                                            | D-5-77-179-16 | BW             |
| Hüssingen 18 (Standort) | Bauernhaus eines Dreiseithofes                                 | Zweigeschossiger Satteldachbau, geschossgliedernde Schmuckfriese und Ecklisenen, um 1900                                                              | D-5-77-179-13 | BW             |
| Hüssingen 20 (Standort) | Ehemaliges Pfarrhaus                                           | Zweigeschossiger Walmdachbau, 1707 ff., um 1800 und 1902 verändert                                                                                    | D-5-77-179-14 | BW             |
| Hüssingen 29 (Standort) | Ehemaliger Maierhof, Wohnhaus                                  | Zweigeschossiger Satteldachbau mit geschossgliedernden Profilen und neuklassizistischen Formenelementen am Dachansatz, 1924                           | D-5-77-179-15 | BW             |
| Hüssingen 51 (Standort) | Evangelisch-lutherische Filialkirche St. Leonhard und Nikolaus | Chorturmkirche, Turm im Kern wohl zweite Hälfte 12. Jahrhundert, 1683 erneuert, Langhaus 1725, hölzerner äußerer Emporenaufgang 1923; mit Ausstattung | D-5-77-179-12 | weitere Bilder |
| Hüssingen 51 (Standort) | Kirchhofmauer                                                  | In großen Teilen wohl mittelalterlich | D-5-77-179-12 | BW             |

### Ostheim
| Lage                                                                                | Objekt                                        | Beschreibung | Akten-Nr.     | Bild           |
| ----------------------------------------------------------------------------------- | --------------------------------------------- | --- | ------------- | -------------- |
| Dorfstraße 1 (Standort)                                                             | Steinsäulen des Hofzaunes                     | 18./19. Jahrhundert | D-5-77-179-27 | BW             |
| Erb; westlich Spielberg, an Seitenstraße nach Osten von der B 466 (Standort)        | Kreuzstein                                    | Mit Kerbungen, mittelalterlich | D-5-77-179-36 | weitere Bilder |
| Hechlinger Straße 1 (Standort)                                                      | Bauernhaus                                    | Zweigeschossiger giebelständiger Satteldachbau, mit Vortreppe, Zierfriese und Ecklisenen, 1896 | D-5-77-179-24 | BW             |
| Hechlinger Straße 2 (Standort)                                                      | Ehemaliger Brauereigasthof                    | Zweigeschossiger Satteldachbau in Ecklage, im Kern wohl 17. Jahrhundert, im 18. und 19. Jahrhundert erneuert, Anbau mit Walmdach, 18./19. Jahrhundert                                                   | D-5-77-179-25 | BW             |
| Hechlinger Straße 11 (Standort)                                                     | Wohnstallhaus eines Dreiseithofes             | Eingeschossiger giebelständiger Satteldachbau, frühes 19. Jahrhundert; Austragshaus, zweigeschossiger Satteldachbau, 19. Jahrhundert, wohl noch im 19. Jahrhundert aufgestockt                          | D-5-77-179-26 | BW             |
| In Ostheim; am östlichen Dorfrand mit Weidenhecke, unweit neuem Friedhof (Standort) | Ehemalige Peunt                               | Fragmente der Einfriedungsmauer einer Viehweide mit zwei Steinpfeilern, wohl Anfang 19. Jahrhundert | D-5-77-179-37 | BW             |
| Kirchenweg 2 (Standort)                                                             | Evangelisch-lutherische Pfarrkirche St. Maria | Chorturmkirche, spätes 14. Jahrhundert, 1897/98 neugotisch vergrößert, Turm spätes 14. Jahrhundert, Obergeschoss Anfang 17. Jahrhundert, Spitzhelm 1832; mit Ausstattung                                | D-5-77-179-18 | weitere Bilder |
| Kirchenweg 2 (Standort)                                                             | Kirchhofummauerung                            | Im Kern wohl spätmittelalterlich | D-5-77-179-18 | BW             |
| Kirchenweg 4 (Standort)                                                             | Ehemaliges Rechenberg’sches Amtshaus          | Zweigeschossiger Satteldachbau, mit Putzgliederung, bezeichnet durch Markgrafenwappen „1627“, im 19./20. Jahrhundert erneuert                                                                           | D-5-77-179-21 | BW             |
| Nähe Kirchenweg, im Westen und Süden des Friedhofs (Standort)                       | Neuer Friedhof, Gitterzaun                    | Gusseisen, in neugotischen Formen, wohl Ende 19. Jahrhundert | D-5-77-179-38 | BW             |
| Ostheimer Hauptstraße 6, Ostheim 39 (Standort)                                      | Bauernhaus eines Dreiseithofes                | Zweigeschossiger giebelständiger Satteldachbau, Zierfriese und Ecklisenen, 1911 Kilometerstein, 19. Jahrhundert                                                                                         | D-5-77-179-29 | BW             |
| Ostheimer Hauptstraße 13 (Standort)                                                 | Bauernhaus                                    | Zweigeschossiger giebelständiger Satteldachbau mit Vortreppe, Zierfriese und Ecklisenen, 1906 | D-5-77-179-28 | BW             |
| Ostheimer Hauptstraße 17 (Standort)                                                 | Ehemaliges Pfarrhaus                          | Zweigeschossiger traufständiger Satteldachbau, südliche Giebelseite mit Halbwalm, im Kern 17. Jahrhundert, nach Plan von Johann David Steingruber 1740 durch später verputzten Fachwerkoberstock erhöht | D-5-77-179-23 | BW             |
| Ostheimer Hauptstraße 24 (Standort)                                                 | Bauernhaus                                    | Zweigeschossiger Satteldachbau, Zierfriese und rustizierte Ecklisenen, 1913 | D-5-77-179-19 | BW             |
| Ostheimer Hauptstraße 24 (Standort)                                                 | Steinpfosten des Hofzaunes                    | 18./19. Jahrhundert | D-5-77-179-19 | BW             |
| Ostheimer Hauptstraße 25 (Standort)                                                 | Steinsäulen des Hofzaunes                     | Bezeichnet „1628“, „1840“ | D-5-77-179-22 | BW             |
| Ostheimer Hauptstraße 27 (Standort)                                                 | Bauernhaus                                    | Zweigeschossiger giebelständiger Satteldachbau, mit Zierfriesen und rustizierten Ecklisenen, 1900 | D-5-77-179-20 | BW             |

### Roßmeiersdorf
| Lage                        | Objekt     | Beschreibung | Akten-Nr.     | Bild |
| --------------------------- | ---------- | --- | ------------- | ---- |
| Roßmeiersdorf 8 (Standort)  | Gasthaus   | Zweigeschossiger giebelständiger Satteldachbau, mit geschossgliedernden Zierfriesen und Ecklisenen, bezeichnet „1896“ | D-5-77-179-31 | BW   |
| Roßmeiersdorf 11 (Standort) | Bauernhaus | Zweigeschossiges Gebäude mit Halbwalmdach, bezeichnet „1857“                                                          | D-5-77-179-33 | BW   |
| Roßmeiersdorf 11 (Standort) | Stallanbau | Eingeschossiger Satteldachbau, 19. Jahrhundert                                                                        | D-5-77-179-33 | BW   |

## Ehemalige Baudenkmäler
In diesem Abschnitt sind Objekte aufgeführt, die früher einmal in der Denkmalliste eingetragen waren, jetzt aber nicht mehr. Objekte, die in anderem Zusammenhang also z. B. als Teil eines Baudenkmals weiter eingetragen sind, sollen hier nicht aufgeführt werden. Aktennummern in diesem Abschnitt sind ehemalige, jetzt nicht mehr gültige Aktennummern.

| Lage                             | Objekt               | Beschreibung                                                                                     | Akten-Nr.     | Bild |
| -------------------------------- | -------------------- | ------------------------------------------------------------------------------------------------ | ------------- | ---- |
| Pagenhard Pagenhard 1 (Standort) | Mühl- und Bauernhaus | Eingeschossiger traufständiger Satteldachbau, mit Zwicktaschendach, erste Hälfte 19. Jahrhundert | D-5-77-179-30 | BW   |